# Neon convolutus
Neon convolutus là một loài nhện trong họ Salticidae.
Loài này thuộc chi Neon. Neon convolutus được J. Denis miêu tả năm 1937.